# Pachygaster kerteszi
Pachygaster kerteszi är en tvåvingeart som beskrevs av Zoltán Szilády 1941. 
Pachygaster kerteszi ingår i släktet Pachygaster och familjen vapenflugor. Artens utbredningsområde är Grekland. Inga underarter finns listade i Catalogue of Life.